# امیرحسین مدرس
امیرحسین مدرس (زادهٔ ۱۶ شهریور ۱۳۴۹ در تهران) مجری، خواننده،صداپیشه،شاعر، نویسنده، خطاط و بازیگر ایرانی است. او از سال ۱۳۶۵ در صدا وسیما مشغول به کار است.

## فعالیت

### بازیگری
سینما
- نرگس مست (۱۳۹۵)
- در امتداد شهر (۱۳۸۹)
- ما همه گناهکاریم (۱۳۸۹)
- گرگ و میش (۱۳۸۵)

تلویزیون
- راستش را بگو
- یوسف پیامبر
- آسمان من
- یادآوری
- ستاره‌های سربی
- سیر و سرکه[۸]
- تاریکی شب، روشنایی روز (۱۳۹۷)

### اجرا
- کوله‌پشتی
- هوش برتر
- سرزمین شعر[۹]
- چهارگاه[۱۰]
- نیمرخ[۱۱]
- خوان‌نیاز[۱۲]

### خوانندگی
- آلبوم ماه نی[۱۳]
- آلبوم خورشید (۱۳۹۰) (با دکلمهٔ امین تارخ)[۱۴]

آلبوم روز رستاخیز (۱۳۹۱)
- تیتراژ پایانی مسابقه هوش برتر
- تیتراژ مجموعه تلویزیونی متهم گریخت[۱۵]
- تیتراژ پایانی مجموعه تلویزیونی زندگی به شرط خنده[۱۶]
- تیتراژ مجموعه تلویزیونی ترانه مادری
- تیتراژ مجموعه تلویزیونی عید امسال
- تیتراژ مجموعه تلویزیونی خوش‌نشین‌ها
- تیتراژ مجموعه تلویزیونی آئینه[۱۷]
- تئاتر غبار[۱۸][۱۹][۲۰]
- تیتراژ مجموعه تلویزیونی آینه‌های نشکن

### کتاب‌ها
- مبتلای اقیانوس (شعر)
- بانوی اعتدالِ بهاران (شعر)
- جام باقی (پژوهش ادبی)
- وحی بر توفان (تدوین و تصحیح متن کهن - تقدیرشدهٔ چهلمین دورهٔ کتاب سال و دومین دوسالانهٔ کتاب عاشورا)
- قطرهٔ دریای همت (تدوین و تصحیح متن کهن)
- سفر در حباب (تدوین و تصحیح متن کهن)
- سپندِ اضطراب (تدوین و تصحیح متن کهن)

## نماهنگ
- نو سفر (نماهنگ)